# Hawker Siddeley HS 748
Hawker Siddeley HS 748 je turbopropelersko regionalno potniško letalo, ki ga je zasnoval britanski Avro. Z načrtovanjem so začeli v 1950ih kot naslednik batnih DC-3. Hawker Siddeley je izdelal skupno 380 letal do leta 1988. Večja različica British Aerospace ATP naj bi tekmovala z de Havilland Canada Dash 8, vendar ni dosegla zadanih ciljev.
Delo na 748 se je začelo leta 1958, ko se je po direktivi 1957 Defence White Paper končal razvoj večine vojaških letal. Avro je tako vstopil na civilni trg. Turbopropelerski Vickers Viscount je obsegal večja letala kratkega dosega, zato se je Avro odločil za razvoj manjšega letala za kratke lete. Letala naj bi poganjali Rolls-Royce Dart turbopropi. Sprva so hoteli zasnovati 20-30 sedežno letalo, ki se je potem spremenilo v večje 40-sedežno. Novo letalo lahko obratuje s kratkih vzletno pistajalnih stez (t. i.STOL).
Konkurent Fokker je medtem razvijal Fokker F27 Friendship. Avrov dizajn je imel dobre STOL sposobnosti in možnost operiranja s slabo pripravljenih stez in letališč z malo opreme. To so dosegli z dolgim, visokovzgonskim krilom in posebej zasnovanimi zakrilci. Namestili so močno podvozje tipa tricikel. Letalo je bilo lahko za vzdrževanje tudi kjer ni bilo veliko opreme. Zato se še danes uporablja na odmaknjenih krajih. Lahko prevaža do 4,5 ton tovora s kratkih stez.

## Tehnične specifikacije (Super 748)
- Posadka: 2
- Kapaciteta: 40–58 potnikov
- Tovor: 11 323 lb (5 136 kg)
- Dolžina: 67 ft 0 in (20,42 m)
- Razpon kril: 102 ft 5½ in (31,23 m)
- Višina: 24 ft 10 in (7,57 m)
- Površina kril: 829 ft² (77 m²)
- Prazna teža: 27 126 lb (12 327 kg)
- Maks. vzletna teža: 46 500 lb (21 092 kg)
- Motorji: 2 × Rolls-Royce Dart RDa.7 Mk 536-2 turbopropi, 2 280 KM (1 700 kW) vsak

- Potovalna hitrost: 281 mph (244 kn, 452 km/h)
- Doseg: 1 066 mi (926 nmi, 1 715 km) z maks. tovorom
- Višina leta (servisna): 25 000 ft (7 620 m)
- Obremenitev kril: 56,1 lb/ft² (274 kg/m²)
- Razmerje moč/teža: 0,0981 hp/lb (0,161 kW/kg)